# Ерасистрат

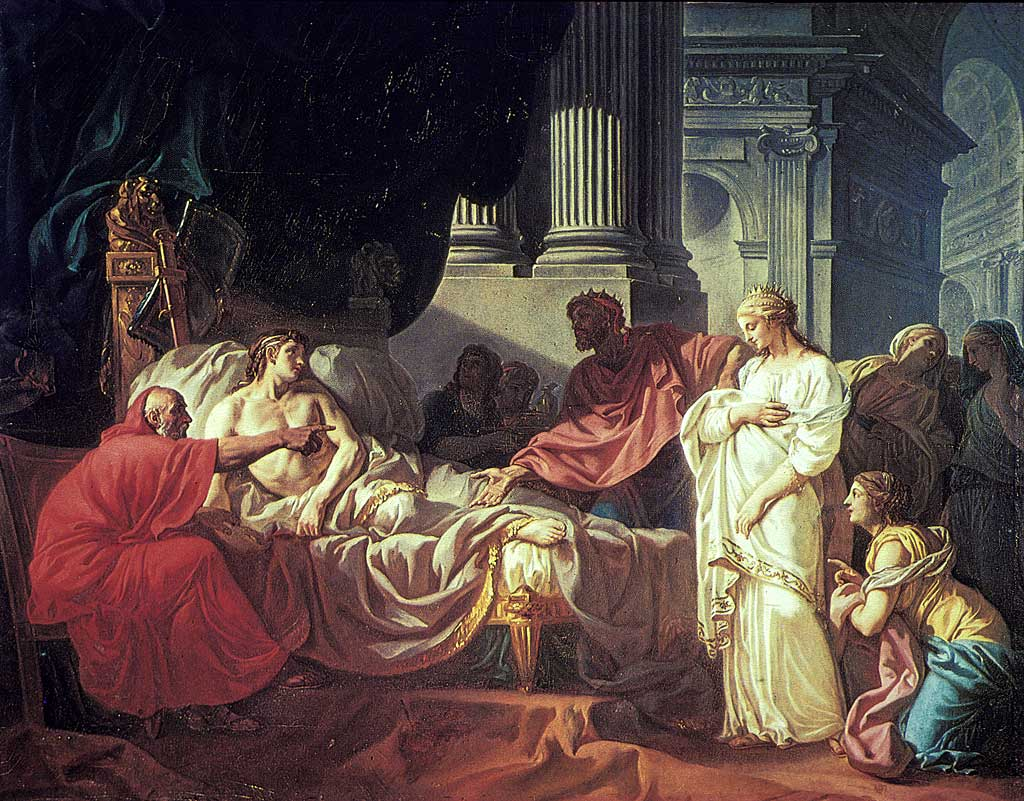
Ж.-Л. Давід «Ерасистрат відкриває причину хвороби Антіоха», 1774 р.

Ерасистра́т (дав.-гр. Ἐρασίστρατος; 304–250 рр. до н. е.) — давньогрецький медик-анатом.

## Життєпис
Народився у м. Іуліда на о. Кеа у родині Клеомброта, медика, та Кретоксени. Своє навчання Ерасистрат здобував у різних центрах науки елліністичного світу — Пергамі, Родосі, Афінах. Серед його вчителів були Теофраст, Хрісіпп Кнідський, Метродор.
Після цього вирушив до Держави Селевкідів. Тут він деякий час жив при дворі царя Селевка І Нікатора, вилікував його сина — майбутнього правителя Антіоха I у 294 році до н. е.. Він виявив закоханість Антіоха у другу дружину Селевка I й мачуху Антіоха — Стратоніку. Щоб син одужав Селевк I Нікатор відмовився від дружини й влаштував шлюб Антіоха із Стратонікою. Цими діями Ерасистрат здобув значну славу серед медиків. Через деякий час він переїхав до Александрії в Єгипті. Тут Ерасистрат працював разом з відомим медиком Герофілом. Після цього перебрався до м. Смірни, де заснував власну медичну школу, з якою зажив великої слави. Тут Ерасистрат мав багато учнів, які продовжили його справу.
Помер Ерасистрат у 250 році до н. е. на острові Самос.

## Медичні дослідження
Ерасистрат зробив багато досліджень в анатомії, у фармації, практичній медицині, з яких склав декілька творів. Він дуже близько підійшов до відкриття кровообігу. Ерасистрат припускав існування венозної та артеріальної системи. Він першим звернув увагу на анатомію мозку. Поділяв нерви відповідальні за відчуття та рухи. Ерасистрат створив назви «трахея» та «артерія».
Досліджував роботу органів травлення та перистальтику шлунка. Пояснював почуття голоду наявністю порожнечі у шлунку.
Основою методу лікування Ерасистрата були:
- дієта
- купання
- заняття спортом
- масаж
- споживання овочів

Ерасистрат був противником кровопускання та вживання проносних заходів. Він також винайшов катетер, який у хірургії носить його ім'я.